# Христо Трайчев
Христо Трайчев е български революционер, охридски районен войвода на Вътрешната македоно-одринска революционна организация.

## Биография
Христо Трайчев е роден на 15 декември 1885 година в охридското село Белчища, тогава в Османската империя. Завършва четвърто училищно отделение и през 1901 година се присъединява към ВМОРО. Първоначално действа като куриер, а между 1914 и 1915 година е войвода в Охридско.